# RAD750
RAD750은 방사능에 견디게 제작한 싱글 보드 컴퓨터로,  BAE Systems Electronics, Intelligence & Support에서 생산한다. RAD6000 다음으로 나온 RAD750은 이온화 방사선 환경하에 있는 인공위성과 우주선들에 사용된다. RAD750은 2001년에 처음 출시되었으며, 2005년 최초의 유닛이 우주로 발사되었다.
RAD750에는 1천 4십만의 트랜지스터가 집적되어 있으며, 이는 RAD 6000(110만)보다 더 많이 집적된 것이다. RAD750은 250 혹은 150 nm 공정을 거쳐서 만들어지며, 다이 크기는 130mm2이다. 클럭 속도는 110에서 200 Mhz이며, 266 MIPS 혹은 그 이상의 처리 능력을 발휘한다. 또한 L2 캐시가 있어 더 나은 성능을 보여준다. RAD750은 200,000에서 1,000,000 rad (2천에서 1만 그레이)를 버티며, -55 °C부터 125°C 까지의 온도를 버텨내며 5와트의 전력을 소모한다. 기본 RAD750 싱글 보드 시스템 (CPU와 메인보드)는 100,000 라드 (1천 그레이), -55°C부터 70°C를 버텨내며, 10와트의 전력을 소비한다.
RAD750은 PowerPC 750을 기반으로 하여 만들어졌으며, RAD750의 패키지와 로직 기능은 PowerPC 7xx 부류와 호환된다.